# Sanjay Rana
Sanjay Rana även känd som enbart Sanjay, född den 5 maj 2001, är en indisk landhockeyspelare.

## Karriär
Sanjay Rana ingick i det indiska landhockeylag som tog brons vid OS 2024.